# Claude de Châteauvieux
Claude de Châteauvieux ou de Château-Vieux, mort le 23 septembre 1516, est un ecclésiastique, archevêque-comte de Tarentaise de la toute fin du XVe siècle et du début du XVIe siècle, et protonotaire apostolique.

## Biographie

### Origines
Claude de Châteauvieux, ou Château-Vieux est originaire de Bresse,. Il est le fils d'un chambellan du duc de Savoie. La famille de Châteauvieux (Guichenon) ou Château-Vieux (Besson) est originaire de la Bresse.
Il est prieur de Coligny. Il en garde les bénéfices jusqu'à sa mort.
Claude de Châteauvieux monte sur le trône archiépsicopal de Tarentaise, le 7 avril 1497, après avoir été désigné par le Chapitre. Une dizaine de jours plus tard, le pape confirme l'élection. Proche du duc, il reçoit des lettres de protection de Philibert II, en 1497, puis de son successeur Charles II, en 1506.
Claude de Châteauvieux ne rend pas hommage rapidement auprès du nouveau duc. Cet acte se place dans une lutte de pouvoir entre l'Église et les Savoie, qui cherchent à empiéter sur le pouvoir temporel en Tarentaise de l'archevêque-comte. Son épiscopat est marqué par ces tensions. Toutefois, le poids du duc Charles II fait que Rome, puis l'Église de Tarentaise, se plie peu à peu face à ces empiètements.
C'est dans ce cadre que l'archidiocèse de Tarentaise perd Sion comme suffragant.
Claude de Châteauvieux est à l'origine de la restauration du palais épiscopal ainsi que du château Saint-Jacques.
Il résigne en avril 1516.
Il meurt, quelques mois plus tard, le 23 septembre 1516,.